# Persis Drell
Persis Drell (30 de dezembro de 1955) é uma física estadunidense. É especialista em física de partículas.
Foi diretora do Centro de Aceleração Linear de Stanford (SLAC) (2007-2012). Como diretora de pesquisas, supervisionou o experimento BaBar. Antes de chegar na Universidade Stanford foi professora da Universidade Cornell (1988–2002). Em novembro de 2011 anunciou sua intenção de resignar ao posto de diretora do SLAC e retornar a seu posto de professora da Universidade Stanford.
Persis Drell é filha do físico Sidney Drell.

## Educação
Filha do notável físico Sidney Drell, Persis Drell cresceu no campus da Universidade de Stanford. Em 1977, conquistou o bacharelado em matemática e física pela Wellesley College e, em 1983, um Ph.D. em física atômica pela Universidade da California em Berkeley, sob orientação de Eugene Commins. Ela completou seu pós-doutorado em física de alta energia no Laboratório Nacional Lawrence Berkeley. 

## Carreira
Ingressou na faculdade de física da Universidade Cornell em 1988, tornando-se chefe do grupo de alta energia em 2000 e vice-diretora do Laboratório de Estudos Nucleares de Cornell em 2001.

### Universidade de Stanford
Em 2002, Drell foi contratada como diretora associada de pesquisa no SLAC National Accelerator Laboratory (então conhecido como Stanford Linear Accelerator Center), onde supervisionou o experimento BaBar. Em 2007, ela foi nomeada a quarta diretora do SLAC, sucedendo Jonathan M. Dorfan.
Após deixar o SLAC para focar na pesquisa em Stanford, Drell assumiu a reitoria da Escola de Engenharia de Stanford em 2014, se tornando a primeira mulher a ocupar o cargo.
Em 2017, foi nomeada reitora da Universidade de Stanford.
Em março de 2019, em resposta ao escândalo de suborno nas admissões para a faculdade em 2019, Drell anunciou uma nova política para atletas ingressantes.

Em 2023, foi anunciado que Drell deixaria o cargo de reitora ainda no mesmo ano, assim que um sucessor pudesse assumir. 